# Marco Apicella
Marco Apicella (ur. 7 października 1965 w Bolonii) – włoski kierowca wyścigowy. Apicella wziął udział w jednym wyścigu Formuły 1 – Grand Prix Włoch w sezonie 1993. Jechał wtedy w ekipie Jordan-Hart. Do wyścigu startował z 23 miejsca z czasem 1,25.672, ale go nie ukończył – odpadł na pierwszym zakręcie w wyniku zbiorowej kolizji (w której uczestniczyli też Rubens Barrichello (Jordan), Jyrki Järvilehto (Sauber), Aguri Suzuki i Derek Warwick (obaj Footwork).
Największy sukces Apicella odniósł w 1994 roku – został mistrzem serii All-Japan F3000 (obecnie Formuła Nippon).